# Amtsgericht Bad Schwalbach

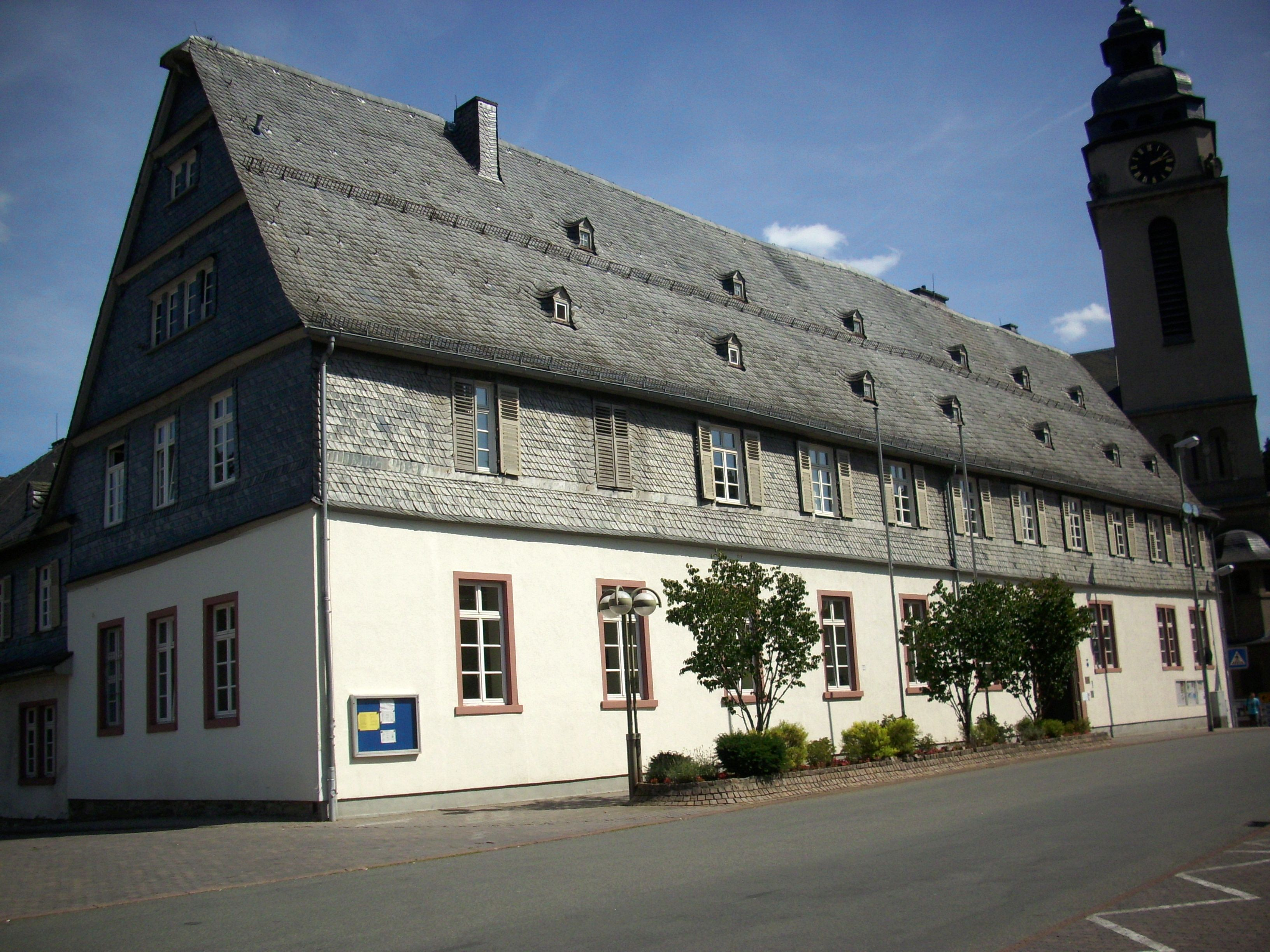
Rotenburger Schlösschen (ehemaliges Gerichtsgebäude)

Das Amtsgericht Bad Schwalbach (AG Bad Schwalbach) ist ein Gericht der ordentlichen Gerichtsbarkeit in Bad Schwalbach im Rheingau-Taunus-Kreis.

## Gerichtssitz und -bezirk

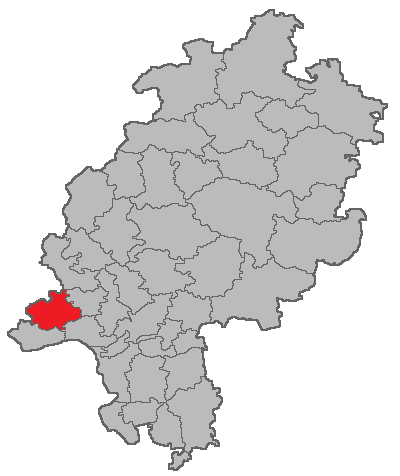
Lage des Amtsgerichtsbezirks Bad Schwalbach in Hessen

Der Sitz des Gerichtes ist in Bad Schwalbach, Nikolaus-August-Otto-Straße 15 und liegt im Gewerbegebiet „Ober der Hardt“ (Richtung Heidenrod).
Das gesamte Gericht zog im September 2023 in die neue Liegenschaft um, nachdem im Laufe der Jahre die bauliche Situation des ehemaligen Gerichtsgebäudes den Dienstbetrieb zunehmend herausfordernd gestaltete.
Der Gerichtsbezirk des Amtsgerichts Bad Schwalbach umfasst die Städte und Gemeinden Aarbergen, Bad Schwalbach, Heidenrod, Hohenstein, Schlangenbad und Taunusstein einschließlich ihrer Stadt- und Ortsteile. Alle liegen im Rheingau-Taunus-Kreis.
Darüber hinaus ist das Amtsgericht Bad Schwalbach gemäß § 5 Nr. 5 JuZuV (Hessische Justizzuständigkeitsverordnung) als Familiengericht für den Bezirk des Amtsgerichts Idstein mit den Städten und Gemeinden Hünstetten, Idstein, Niedernhausen und Waldems zuständig.

## Übergeordnete Gerichte
Dem Amtsgericht Bad Schwalbach übergeordnet ist das Landgericht Wiesbaden. Im weiteren Instanzenzug sind das Oberlandesgericht Frankfurt am Main sowie der Bundesgerichtshof übergeordnet.

## Geschichte
Im Herzogtum Nassau bestanden das Amt Langen-Schwalbach und das Amt Wehen als Gerichte erster Instanz und untere Verwaltungsbehörden.
Mit § 12 der Verordnung vom 22. Februar 1867 wurde nach der Annexion Nassaus durch Preußen die Trennung von Verwaltung und Justiz angeordnet. Diese war im Herzogtum Nassau zuvor nicht gegeben. Die Ämter waren sowohl Verwaltungsbezirke als auch Gerichte erster Instanz. Im Bereich des neuen Amtsgerichtes Langen-Schwalbach bestand das Amt Langen-Schwalbach und das Amt Wehen. Mit Verordnungen vom 26. Juni 1867 und 21. August 1867 wurde die Justizfunktion den neu geschaffenen Amtsgerichten, darunter dem Amtsgericht Langen-Schwalbach übertragen. Das Amtsgericht Langen-Schwalbach war zunächst dem Kreisgericht Wiesbaden nachgeordnet.
Sein Gerichtsbezirk bestand aus dem Amt Langen-Schwalbach und den Gemeinden Daisbach, Hausen, Kettenbach, Michelbach und Rückershausen aus dem Amt Wehen.
Zum 1. Oktober 1879 trat das Gerichtsverfassungsgesetz in Kraft, das verschiedene Änderungen mit sich brachte: Das Amtsgericht Langen-Schwalbach blieb bestehen, anstelle des aufgelösten Kreisgerichtes Wiesbaden trat nun aber das Landgericht Wiesbaden.

## Ehemaliges Gerichtsgebäude
Zuvor befand sich das Gerichtsgebäude im denkmalgeschützten Rotenburger Schlößchen, Am Kurpark 12. Das Haus wurde 1602 für Landgraf Moritz von Hessen-Kassel erbaut. Dessen Sohn Hermann aus zweiter Ehe erhielt als Erbe die teilsouveräne Landgrafschaft Hessen-Rotenburg zu der auch Schwalbach gehörte. Daraus leitet sich der Name des Schlösschens ab. 160 Jahre lang blieb das Gebäude im Eigentum der Linie Hessen-Rotenburg. Seit 1729 war das Schloss Sitz des Amtes Hohenstein, dann des herzoglich-nassauischen Amtes Langen-Schwalbach, des Justizamtes und der Landoberschultheißerei; Landratsamt und Zollamt und heute Amtsgericht. Es handelt sich um eine vierseitig geschlossene Anlage um einen Innenhof. Der langgestreckte Hauptbau mit verschiefertem Fachwerkobergeschoss hat ein hohes Satteldach mit kleinen Gauben. Zur Hofseite befinden sich zwei offene Laubengänge auf Holzstützen mit geschnitzten Kopfbändern und eine barocke Tür. Die Obergeschosszone auch der Wirtschaftsgebäude ist mit reizvollem Zierfachwerk versehen. Das Zwerchhaus war früher mit einer Ladeluke versehen. Das Treppentürmchen ist von einem Haubendach gekrönt. Ursprünglich gehörten zwei herrschaftliche Wachthäuser, Waschhaus, Amtsdienerwohnung, Scheuer, Chaisenremise, Gärten und Wiesen zum Anwesen.